# Nicat Qurbanov
Nicat Qurbanov (Baku, 17 febbraio 1992) è un ex calciatore azero, di ruolo centrocampista.

## Carriera
Ha giocato nella massima serie dei campionati azero e georgiano.